# Confuoco

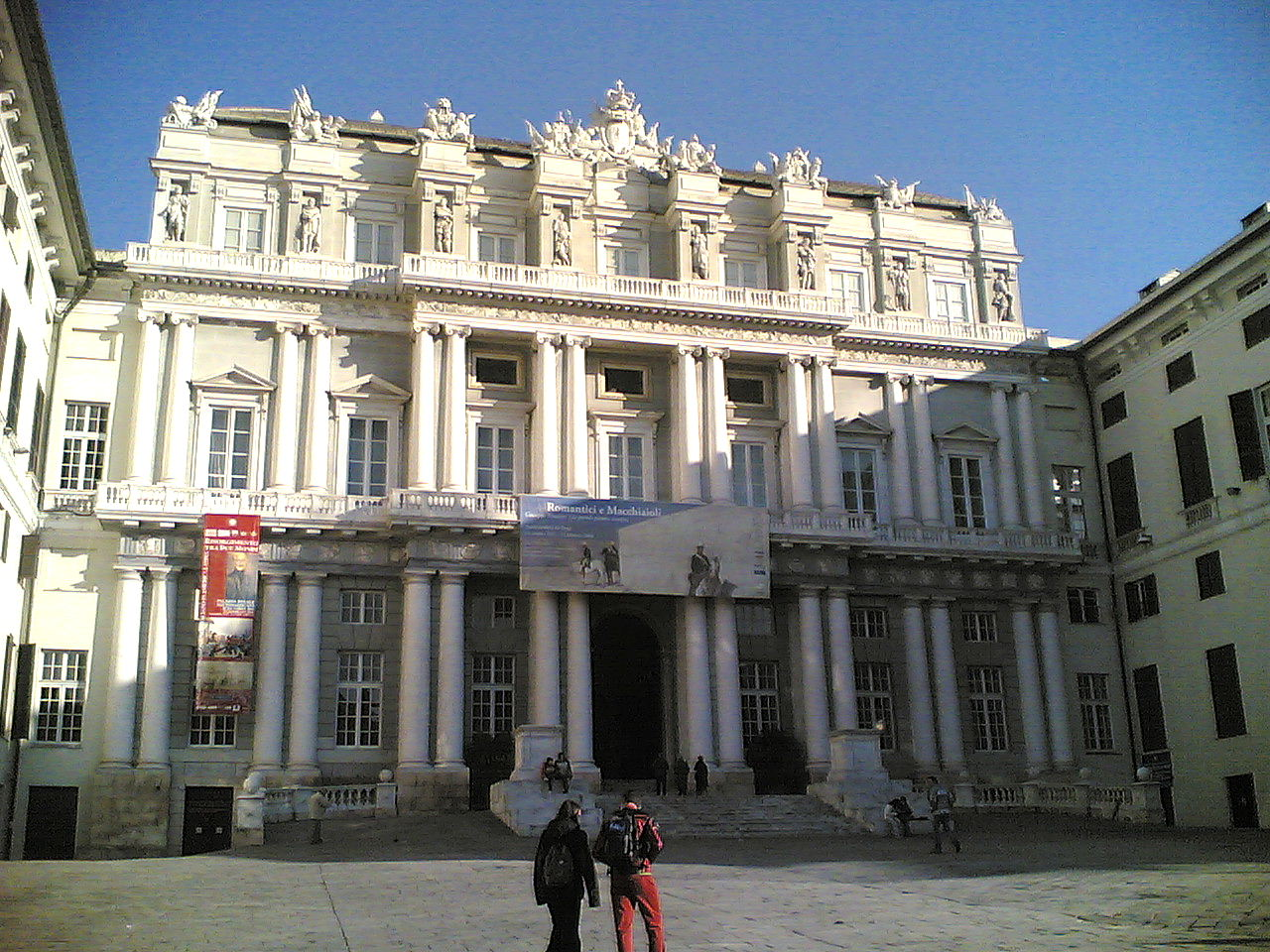
Davanti al Palazzo Ducale si tiene l'annuale cerimonia genovese del Confuoco

Il confuoco (O confeugo /u kuŋˈføːɡu/ in ligure) è un'antica manifestazione culturale della Liguria, celebrata tradizionalmente il sabato (domenica a Savona) che precede il Natale o ancora verso la fine dell'anno. Evento storico legato alla Repubblica di Genova, viene ancora oggi commemorato principalmente a Genova e Savona, ma anche in altri Comuni liguri anticamente sede di podesterie e capitaneati.

## Storia
La tradizione nacque a Genova, come attestano alcune fonti storiche, nei primi anni del XIV secolo anche se molto probabilmente tale usanza storica risale a tempi più antichi. Nata per omaggiare la massima carica del Libero Comune - il podestà - e in seguito della Repubblica di Genova (i Capitani del popolo) e dal 1339 il doge stesso - la cerimonia popolare consiste nel donare all'autorità pubblica un grosso tronco d'alloro coperto da rami e adornato di nastri bianchi-rossi, i colori del vessillo di Genova, e nella relazione dei diversi problemi cittadini ai quali l'amministrazione locale deve porre rimedio.

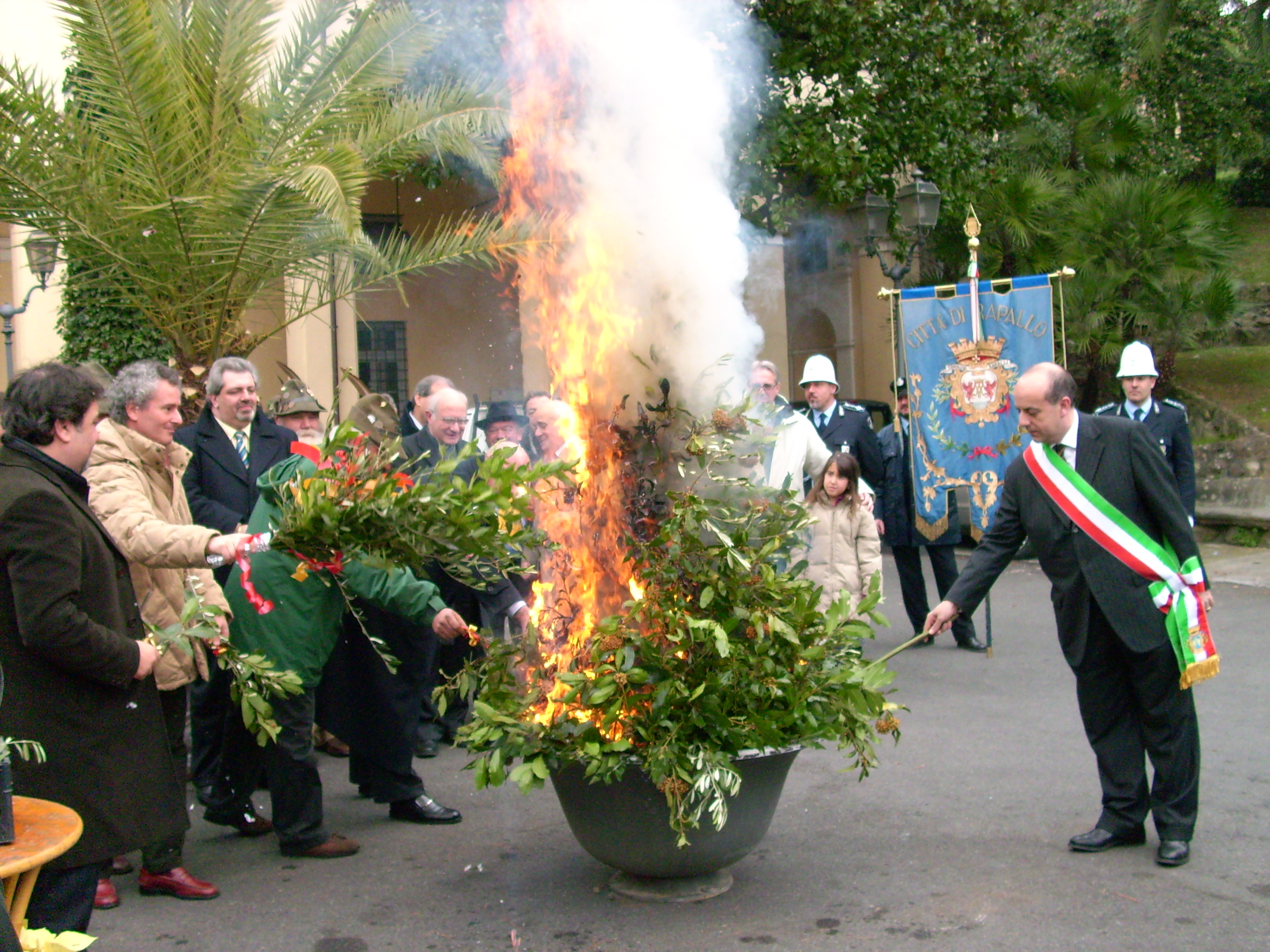
Il confuoco di Rapallo nel 2007

La commemorazione storica vuole che sia l'abate del popolo - per Genova il rappresentante delle tre podesterie del Bisagno, del Polcevera e di Voltri - o il governatore/rappresentante di una zona della città ad officiare tale manifestazione.
Il confuoco fu celebrato annualmente fino al 1499 quando fu abolito durante la dominazione francese del re Luigi XII; ripristinato nel 1530 fu nuovamente soppresso dal Senato della Repubblica di Genova il 30 dicembre del 1637 poiché, secondo il testo del senato, causava gran confusione e una grave spesa per la popolazione della val Bisagno.
La cerimonia - celebrata in seguito con toni minori e più in forma "privata" - fu comunque eseguita fino al 24 dicembre 1796, quando l'ultimo abate di San Martino di Struppa, Antonio Bazzorao, consegnò l'augurio di inizio d'anno al doge Giacomo Maria Brignole. Storicamente fu l'ultimo omaggio alla massima carica repubblicana poiché dal 22 maggio 1797 la nuova dominazione francese di Napoleone Bonaparte decretò la soppressione della Repubblica di Genova e, di conseguenza, della manifestazione popolare.
Dopo una lunga sospensione di tempo, durata ben 127 anni, l'associazione A Compagna deliberò nel 1923 di ripristinare questa importante cerimonia. Ispirandosi all'antico Confeugo, il 24 dicembre 1923 venne solennemente consegnata al sindaco senatore Federico Ricci una pianta d'alloro adorna dei colori rosso e bianco. Ultima cerimonia prima della II guerra mondiale fu quella del dicembre 1937; ripresa nel 1951, la cerimonia  si svolge dal 1998 a «Paxo», ossia nella sede storica di Palazzo Ducale dove era nato nel medioevo. Oltre  all'offerta dell'alloro si è aggiunto nel 1974 «o tondo de Natale»: un piatto di ceramica decorato a mano nell'ambito della tradizione artistica ligure.
Oggi la festività viene rinnovata in diversi Comuni e borghi della Liguria con uguale rito ufficiale - il falò del ceppo d'alloro - ma con varie modalità celebrative a seconda del Comune. Nel ponente ligure viene officiata ad Albenga (nella frazione di Lusignano), Imperia, Pietra Ligure, Noli, Savona, Varazze, Arenzano, Masone e Genova; nel levante nei Comuni di Uscio, Recco, Santa Margherita Ligure, Rapallo, Chiavari, Lavagna e Sestri Levante (quest'ultima nella frazione di Riva Trigoso).

## La cerimonia

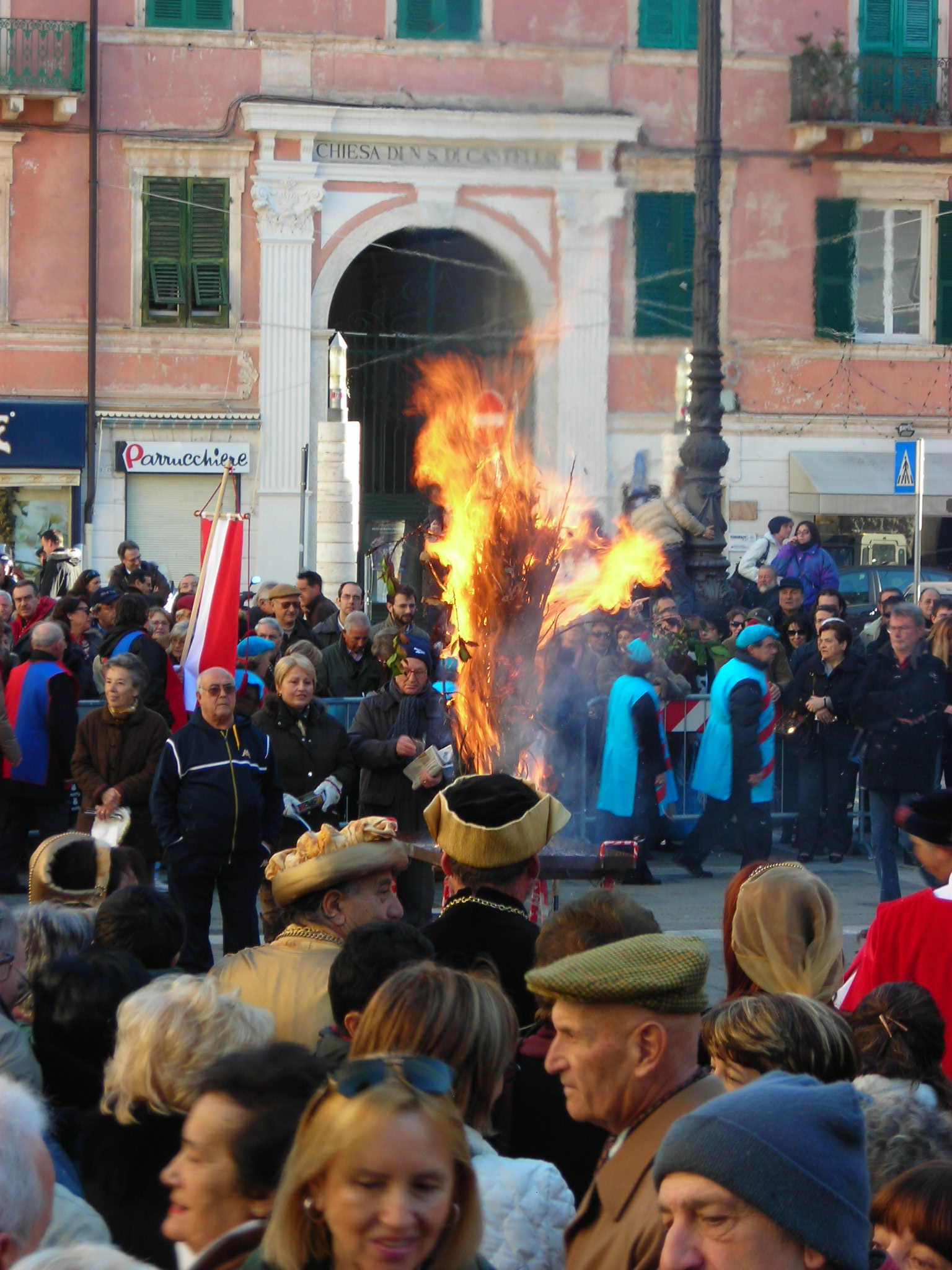
Il confuoco di Savona nel 2008

A Genova l'allora manifestazione prevedeva lo scambio di auguri tra l'abate del popolo e il doge a palazzo Ducale lasciando nel cortile il ceppo di alloro e rami, chiamato confeugo da cui deriva la denominazione della cerimonia storica. L'abate, giunto al cospetto della massima carica repubblicana, proferiva le seguenti parole di saluto in lingua genovese Ben trovòu, Messê ro Duxe (Tradotto in lingua italiana: Ben trovato, signor Doge) il quale rispondeva a quest'ultimo con l'affermazione Ben vegnuo Messê l'Abbòu, Ben venuto, signor Abate.
Dopo lo scambio dei doni, un mazzo di fiori finti per il doge e un biglietto cartulario da cento lire del Banco di San Giorgio per l'autorità religiosa, l'abate elencava i problemi della popolazione cui il doge avrebbe dovuto porre rimedio nell'anno successivo. Il ceppo d'alloro veniva acceso nella notte della vigilia di Natale dal doge alla presenza di personalità dei collegi comunali e dell'arcivescovo di Genova; la cerimonia si concludeva con lo spegnimento del falò gettandogli sopra del vino, zucchero e confetti e con un banchetto gratuito presso il palazzo ducale.
Nella cerimonia del 22 dicembre 2007 si è verificato nel confuoco del Comune di Genova un evento storico poiché, per la prima volta nella storia della kermesse popolare, si è dovuto cambiare la classica formula di saluto del XV secolo. Nel saluto tradizionale l'abate si è rivolto alla sindaco genovese Marta Vincenzi - prima donna a diventare primo cittadino del capoluogo ligure - con la denominazione Madamma Duxe (signora Doge) anziché il classico Messé ro Duxe.